# 桤木球针壳
桤木球针壳（学名：Phyllactinia alni）是属于白粉菌目白粉菌科球针壳属的一种真菌，寄生在桦木科植物上。该种分布于中国、日本。